# Notopygos megalops
Notopygos megalops är en ringmaskart som beskrevs av McIntosh 1885. Notopygos megalops ingår i släktet Notopygos och familjen Amphinomidae. Arten har ej påträffats i Sverige. Inga underarter finns listade i Catalogue of Life.